# Gymir
Gymir (altnord. »Meer«) ist in der nordischen Mythologie ein Riese. Er ist der Ehemann der Aurboda und Vater der Gerdr und möglicherweise auch von Beli.
Gymir ist auch ein anderer Name des Meeresgottes Ägir. In der Forschung ist umstritten, ob beide identisch sind.